# Surfeo aéreo

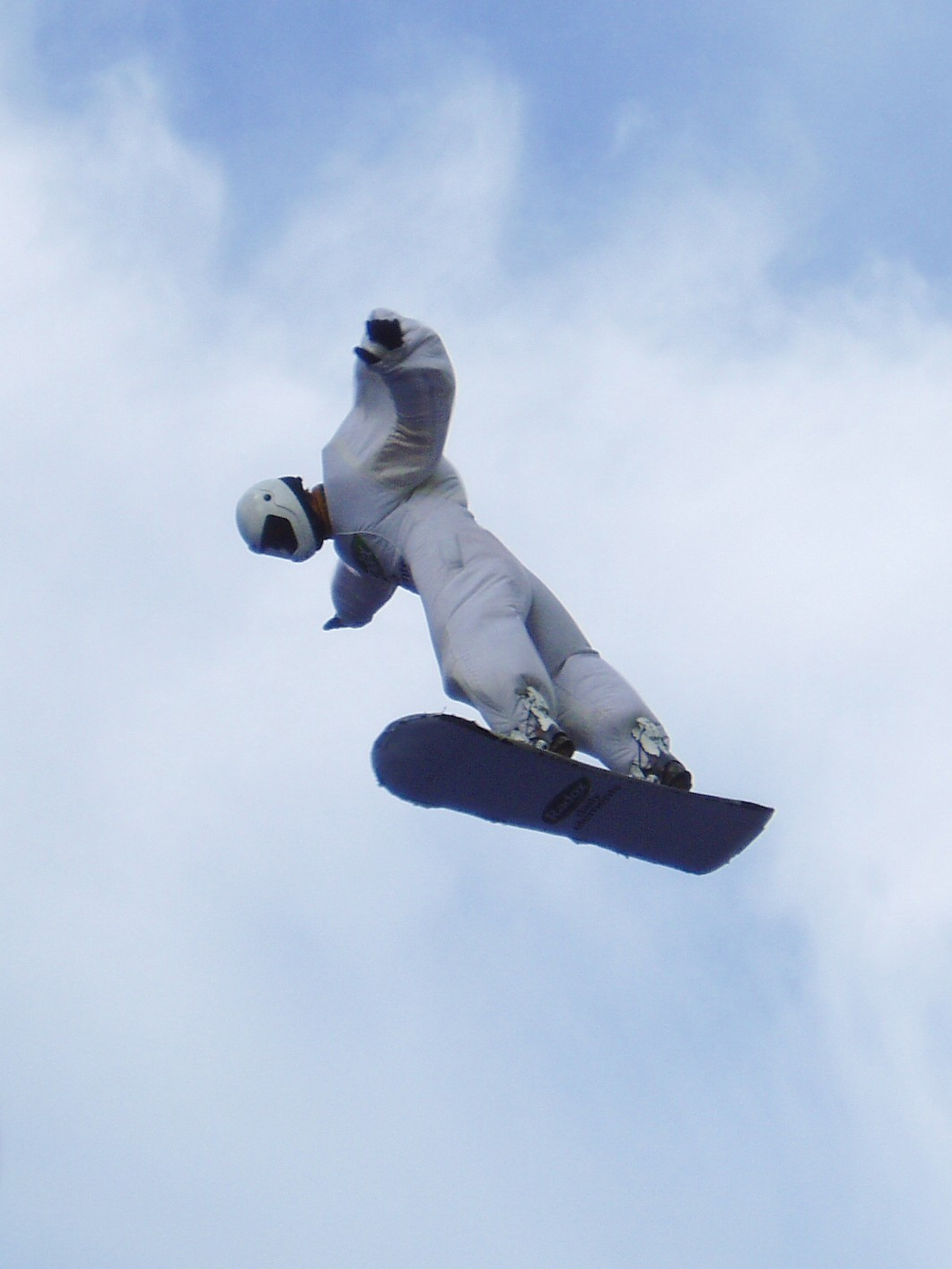
Surfista aéreo en un simulador.

El surfeo aéreo (en inglés, skysurfing) es una modalidad de paracaidismo en el que el paracaidista utiliza una tabla atada a sus pies y realiza acrobacias durante la caída libre. 
Las tablas usadas generalmente son más pequeñas que las del surf acuático; son más parecidas a las tablas de snowboard. El  acoplamiento para los pies usualmente es desmontable para que los paracaidistas puedan quitarse la tabla en caso de dificultad a la hora de abrir el paracaídas. 
El surfeo aéreo es una habilidad que requiere una práctica considerable. La técnica más sencilla es mantenerse derecho e inclinar un poco la punta de la tabla para avanzar hacia adelante; pero incluso una técnica básica como esta requiere un buen equilibrio y es difícil de aprender. Si se inclina demasiado la punta de la tabla, se produce una pérdida de equilibrio y el surfista termina dando una vueltas sobre sí mismo. Los surfistas deben también aprender a controlar la tabla y su posición corporal para no causar problemas a la hora de abrir el paracaídas. Técnicas más avanzadas como vueltas completas, giros y rotaciones son más difíciles, pero pueden ser aprendidas una vez dominados los movimientos básicos.